# Ortoepia
Ortoepia (gr. ὀρθός, orthos „poprawny”; ἔπος, épos „słowo, mowa”) – unormowany system wymowy konkretnego języka, w szczególności odmiany literackiej (standardowej). Mianem ortoepii określa się również dyscyplinę, której przedmiotem zainteresowań są normy wymowy; jest to dział blisko związany z fonetyką i fonologią.
Ortoepia zaleca lub sankcjonuje określoną wersję wymowy, którą uznaje się za optymalną na podstawie różnych kryteriów (rozprzestrzenienia, systemowości, spójności itp.). Celem ortoepii jest ujednolicenie wymowy (w większym lub mniejszym stopniu) na rzecz komunikacji ponaddialektalnej w obrębie danej społeczności językowej.
W skład ortoepii mogą wchodzić także ortofonia i ortografia. Graficzna postać słowa, regulowana przepisami ortografii, może wpływać na sposób jego wymowy. Dla wielu języków świata ortoepia nie podlega kodyfikacji, a jej rejestracja sprowadza się do opisowego uchwycenia normy.